# Heleodromia schachti
Heleodromia schachti är en tvåvingeart som beskrevs av Wagner 1985. Heleodromia schachti ingår i släktet Heleodromia och familjen Brachystomatidae.
Artens utbredningsområde är Frankrike. Inga underarter finns listade i Catalogue of Life.